# اتاق بازرگانی، صنایع، معادن و کشاورزی ایران
اتاق بازرگانی، صنایع، معادن و کشاورزی ایران که به اختصار اتاق بازرگانی ایران نامیده می‌شود، انجمن بازرگانی و مؤسسه غیرانتفاعی ایرانی است که به منظور ایجاد هماهنگی و همکاری بین صاحبان کسب‌وکارها با نهادهای دولتی فعالیت می‌کند و در جلسات آن، نمایندگان دولت و بخش خصوصی حضور دارند. همکاری با سازمان‌های دولتی و مؤسسات وابسته یا تحت نظارت دولت و نیز شهرداری‌ها، از جمله ارائه مشاوره در زمان تهیه لوایح و مقرراتی که با امور بازرگانی و صنایع و معادن ارتباط دارد از وظایف این نهاد به‌شمار می‌رود. اتاق بازرگانی ایران، مدیریت دبیرخانه شورای گفتگوی دولت و بخش خصوصی را بر عهده دارد. از مهم‌ترین اتاق‌های بازرگانی شهرستان‌ها، اتاق بازرگانی تهران است که ۶۰ نماینده داشته و ۴۰ نماینده آن از بخش خصوصی و ۲۰ نماینده آن از سوی دولت انتخاب می‌شوند.
بر اساس قانون رئیس اتاق بازرگانی ایران در جلسات بسیاری از شوراهای عالی و نهادهای بالادستی مهم کشور که تصمیمات مهم سیاستی در امور گوناگون می‌گیرند، از قبیل شورای پول و اعتبار، شورای‌عالی بورس، شورای گفتگوی دولت و بخش خصوصی، هیئت واگذاری، شورای‌عالی مدیریت و برنامه‌ریزی اقتصادی، شورای‌عالی اجرای سیاست‌های کلی اصل ۴۴ و چندین شورای مهم دیگر حضور دارد.
هیئت نمایندگان اتاق بازرگانی ایران متشکل از نمایندگان تشکل‌ها و اتاق‌های بازرگانی شهرستان هم‌اکنون بیش از ۴۰۰ عضو دارد.

## ادوار انتخابات
اولین رئیس اتاق بازرگانی ایران سید علینقی خاموشی بود که از سال ۱۳۵۸ تا ۱۳۸۶ ریاست اتاق را به عهده داشت. در دور هفتم انتخابات ریاست اتاق بازرگانی در اسفند ۱۳۸۹، محمد نهاوندیان با کسب ۱۷۵ رأی به ریاست مجدد این اتاق انتخاب شد. وی که از سال ۱۳۸۶ و در دور ششم انتخابات اتاق به‌عنوان رئیس انتخاب شده بود؛ پس از طولانی شدن مدت حضورش در دولت از ریاست اتاق ایران استعفا کرد و غلامحسین شافعی جایگزینش شد. پس از آن نیز، در دوره هشتم انتخابات اتاق، محسن جلال‌پور رئیس اتاق شد که یکسال بعد به دلیل بیماری قلبی استعفا کرد و در ادامه شافعی جایگزین وی شد و در دوره نهم انتخابات اتاق نیز ریاست وی تمدید شد.پس از شافعی در انتخابات جنجالی خرداد ۱۴۰۲ حسین سلاح‌ورزی رئیس دوره دهم اتاق شد که با ابطال انتخابات و برکناری وی توسط شورای عالی نظارت بر اتاق بازرگانی ایران، در انتخابات اول بهمن ۱۴۰۲ صمد حسن‌زاده به ریاست اتاق بازرگانی رسید.

## ترکیب اعضا
اتاق بازرگانی نزدیک به ۲۰ هزار عضو در سراسر ایران دارد. داشتن کارت عضویت این اتاق و حداقل سه سال سابقه فعالیت اقتصادی از شرایط شرکت در انتخابات آن است. این اتاق کمیتهٔ ملی اتاق بازرگانی بین‌المللی در ایران است.

## تاریخچه
در اواسط سده سیزدهم، محمدحسن امین‌الضرب، نماینده هیئت تجار تهران توانست با حمایت جمعی از بازرگانان، نظر موافق ناصرالدین شاه را برای تشکیل مجلس وکلای تجار ایران جلب کند و شاه هم در ۱۲ شوال سال ۱۳۰۱ هجری قمری (مرداد ماه سال ۱۲۶۳ خورشیدی) اساسنامه این مجلس را تأیید کرد. مجلس وکلای تجار ایران که آن را مجلس تجارت هم می‌خواندند، دستگاهی اقتصادی، با صلاحیت حقوقی و شخصیت سیاسی بود.
در سال ۱۳۰۹ خورشیدی وزارت اقتصاد ملی تشکیل شد و محمدعلی فروغی که این وزارتخانه را عهده‌دار شد، با به تصویب رساندن لایحه‌ای در مجلس شورای ملی در دهم مهر آن سال، اتاق تجارت را زیر پوشش دولت برد و در دیگر شهرهای کشور نیز امکان تأسیس آن را فراهم کرد. شمار اعضای اتاق تجارت برحسب اهمیت محل، شش تا پانزده نفر و مدت عضویتشان سه سال تعیین شد که هر سال، یک سوم اعضا تجدید می‌شد. شیوه انتخاب اعضا این‌گونه بود که تجار معادل سه‌برابر عده لازمه را با رأی مخفی انتخاب می‌کردند و وزارت اقتصاد ملی، اعضای اتاق را از میان آنان برمی‌گزید. تجاری حق انتخاب داشتند که نامشان در دفتر مالیات بر شرکت‌ها و تجارت ثبت شده باشد، سابقه کیفری نداشته و ورشکسته به تقصیر نباشند.

## نشریات
در دائرةالمعارف ایرانیکا آمده است که از سال ۱۳۰۶ تا ۱۳۰۸ نشریه ماهانه اتاق با عنوان «عصر جدید» که بعدها به نام مجله راهنمای تجارت ایران تغییر نام داد، به سردبیری ف. پارسا منتشر می‌شد. در سال ۱۳۰۸ پارسا از اتاق کناره گرفت و در آبان ماه همان سال، ماهنامه جدیدی که بعدها به صورت دو هفته یکبار منتشر گردید، انتشار یافت.
در سال ۱۳۲۸ مجله اتاق در قطع بزرگ (۴۰×۳۰ تقریباً یک چهارم قطع روزنامه‌های کنونی کیهان و اطلاعات) به سردبیری تابش انتشار یافت، که به نام عصر اقتصاد خوانده می‌شد و حاوی خلاصه خبرهای اتاق، گزارش بازار و عمدتاً مسائل متفرقه و سرگرم‌کننده و حتی مطالب تفریحی بود و به‌طور کلی این نشریه را که به صورت هفتگی منتشر می‌شد می‌توان در زمره نشریات عمومی و نه تخصصی، به حساب آورد.
سپس نشریه ماهانه اتاق، در قطع رقعی انتشار یافت. از سال ۱۳۳۶ مجله اتاق هیئت تحریریه‌ای مرکب از افراد تحصیل کرده اقتصادی و خبرنگاران با سابقه تشکیل داد که به صورت ماهانه و کاملاً تخصصی انتشار یافت. در این فاصله یک بولتن به زبان انگلیسی و یک بولتن به زبان فارسی نیز به صورت هفتگی انتشار یافت که هر دو در قطع ۴۰×۳۰ بودند. در اینجا لازم است ذکر شود که اتاق چند دوره راهنمای بازرگانی انتشار داد که بسیار سودمند بود. در سال‌های بعد از انقلاب اسلامی، تا چند سال پیش، نشریات معمولی اتاق محدود به بولتن هفتگی گردید که با قطعی کوچکتر انتشار می‌یافت و بعداً با همین نام لیکن به صورت ماهانه انتشار آن ادامه یافت. به‌علاوه اتاق نشریات جانبی متعدد دیگری از جمله یک دوره راهنمای بازرگانی و نشریه فصلی انگلیسی اتاق به نام «ایران کامرس» و چند نشریه جانبی مانند قانون جلب و حمایت سرمایه‌های خارجی، آشنایی با کشورهای عضو اتاق اسلامی، ایران در نگاه و راهنمای بازرگانی را انتشار داد. در تغییرات جدید، یک هیئت سه نفره اداره امور انتشارات را بعهده گرفتند که وظائف مربوط را زیر نظر مستقیم رئیس اتاق ایران، که مدیر مسئول نشریات اتاق نیز بود، انجام می‌دادند.

## اتاق صنایع و معادن

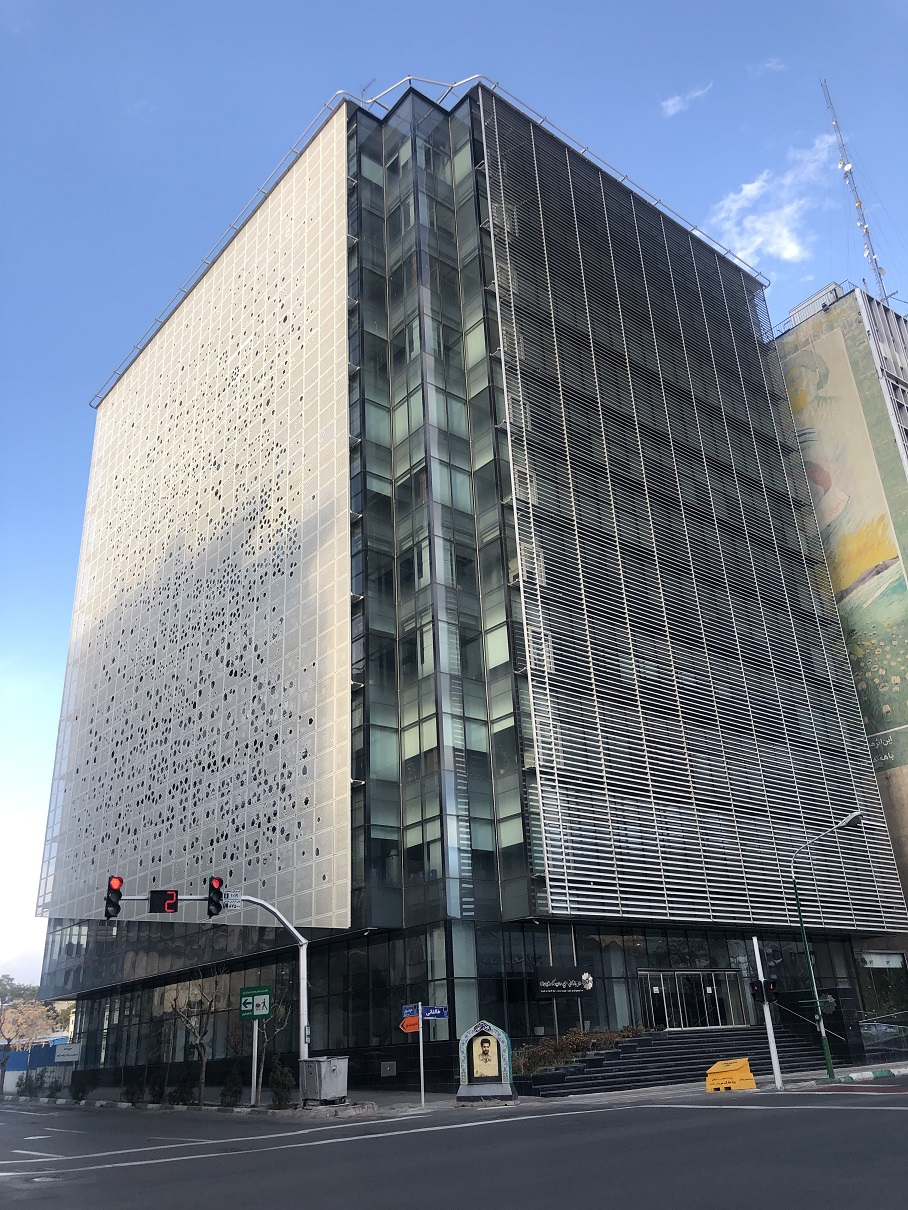
ساختمان جدید اتاق بازرگانی

تا سال ۱۳۴۱ فقط اتاق بازرگانی در کشور فعالیت داشت، لیکن از مدتی قبل از آن زمزمه تشکیل اتاق صنایع و معادن نیز به گوش می‌رسید، به ویژه آنکه صنایع جدیدی در حال شکل گرفتن بود و گروهی نیز به بهره‌برداری از معادن، متمایل شده بودند.
در سال ۱۳۳۶ پیش‌نویس طرح اتاق صنایع و معادن چندین بار تقدیم مجلس شد، لیکن سناتور وقت، عبدالحسین نیک‌پور که تشکیل این اتاق را عامل تضعیف‌کننده اتاق بازرگانی می‌دانست، با آن به مخالفت برخاست. در سال ۱۳۴۰ تعدادی از صاحبان صنایع، دولت را زیر فشار قرار دادند تا نسبت به تشکیل اتاق صنایع و معادن اقدام کند و برای اینکه گروه فشار تشکیل داده باشند، ابتدا اتحادیه صاحبان صنایع را بو جود آوردند و بالاخره در آبان ماه ۱۳۴۱ اتاق صنایع و معادن با عضویت هیئت نمایندگی مرکب از ۳۰ نفر از کارخانه داران و معدن داران کشور تشکیل شد. هزینه اتاق صنایع و معادن در بدو تأسیس سه پنجم از ۵/۱ درصد درآمد مشمول مالیات بازرگانان که سابقاً به موجب قانون اتاق‌های بازرگانی به این اتاق‌ها تعلق می‌گرفت بود و جالب آنکه تعداد کثیری از بازرگانان و صاحبان صنایع و معادن عضویت هر دو اتاق را داشتند.
اتاق صنایع و معادن به انتشار نشریه دوماهه‌ای پرداخت. قانون تشکیل اتاق صنایع و معادن در ۱۳۴۳ به تصویب مجلس رسید و از همین تاریخ تشکیل شد. روابط دو اتاق روی هم خوب و دوستانه بود و در کنفرانس‌های سالانه اتاق‌های بازرگانی نیز که هر سال در یکی از شهرستان‌ها تشکیل می‌شد صاحبان صنایع و معادن نیز حضور می‌یافتند و اغلب جزو سخنرانان نیز بودند.

## اتاق بازرگانی و صنایع و معادن ایران
اتاق بازرگانی صنایع و معادن ایران، در اسفند سال ۱۳۴۸ از ادغام دو اتاق بازرگانی و اتاق صنایع و معادن ایران بوجود آمد. ضمناً با ادغام دو اتاق سهم اتاق از درآمد مشمول مالیات بازرگانان و صاحبان صنایع و بهره برداران معادن از ۵/۱ در هزار به ۵/۳ در هزار افزایش یافت.
در آغاز دوره دوم، مجموع اعضای اتاق ایران، شعبه تهران به ۷۰۷۰ نفر و در ۲۰ شعبه دیگر به ۱۸۲۵ نفر رسید. در قانون ادغام اتاق‌ها، هیئت نمایندگان اتاق ایران ۷۲ نفر پیش‌بینی شده بود که ۳۵ نفر نماینده شعبه تهران ۲۰نفر نماینده شعبه‌ها و ۱۷ نفر نماینده ۲۵ اتحادیه سندیکاهای تولیدکنندگان و صادرکنندگان و واردکنندگان وابسته به اتاق بودند. در این سال‌ها، تا هنگامی که ابتدا نا آرامی‌ها و بعد اعتصابات منجر به پیروزی انقلاب اسلامی ایران شد، دولت علی‌رغم رشد سریع بخش خصوصی، بر امور اتاق ایران تسلط کامل داشت و اتاق نیز نظرات مشورتی خود را در همه زمینه‌های اقتصادی، بازرگانی، صنعتی، معدنی و حتی کشاورزی برای دولت می‌فرستاد.
در برنامه‌های عمرانی سهمی قابل توجه به بخش خصوصی داده شده بود و در جامعه گروه متوسطی در حال رشد بود زیرا که نه فقط اشتغال کامل وجود داشت بلکه اشتغال زاید نیز به چشم می‌خورد و حدود یک و نیم میلیون نفر نیروی کار خارجی علاوه بر نیروی کار داخلی در کشور مشغول فعالیت بودند و بسیاری از واحدهای تولیدی در دو یا حتی در سه نوبت (شیفت) کار می‌کردند. افزایش سریع درآمد دولت از نفت در سال‌های ۱۹۷۳ و ۱۹۷۴ به دولت امکان هر نوع دست و دل بازی می‌داد و همین امر نیز عاملی برای گسترش فساد اداری و بی بند و باری گردید.